# Partido Liberal (Portugal)
O Partido Liberal (PL) é um antigo partido político português que foi criado em 28 de Maio de 1974 por dissidentes da Convergência Monárquica, que não concordaram com a criação do PPM.
Fará o seu primeiro comício a 15 de Agosto no Teatro São Luís, tem no jornal o "Tempo Novo" o seu órgão de informação e teria ligações com movimentos africanos que se opunham à descolonização.
Entre os seus elementos mais destacados contam-se o tenente-coronel António Luís Marques de Figueiredo e José Harry de Almeida Araújo que acabaria por ser o secretário-geral.
Para se apresentar às primeiras eleições nacionais fez uma coligação eleitoral com o Partido do Progresso (PP / MFP) e o Partido Trabalhista Democrático Português (PTDP), denominada Frente Democrática Unida (FDU). E que, na sequência da chamada Crise Palma Carlos, eles mais o Movimento Popular Português (MPP), no dia 10 de julho, apresentam ao Presidente da República uma resolução conjunta para denunciar o isolamento a que estão obrigados, quer em termos de expressão através dos meios de comunicação, quer em termos de representação no Governo provisório.
Nesse sentido, para mostrar o seu desagrado será o grande coordenador e o centro da preparação da manifestação gorada, chamada de «maioria silenciosa», planeada para 28 de Setembro desse mesmo ano para apoiar a política de extrema-direita do presidente da república António de Spínola. Acto que terá levado à sua extinção. Foi um dos primeiros partidos proibidos em Portugal após a Revolução de 25 de abril de 1974.